# 16 Pułk Lotnictwa Specjalnego Marynarki Wojennej

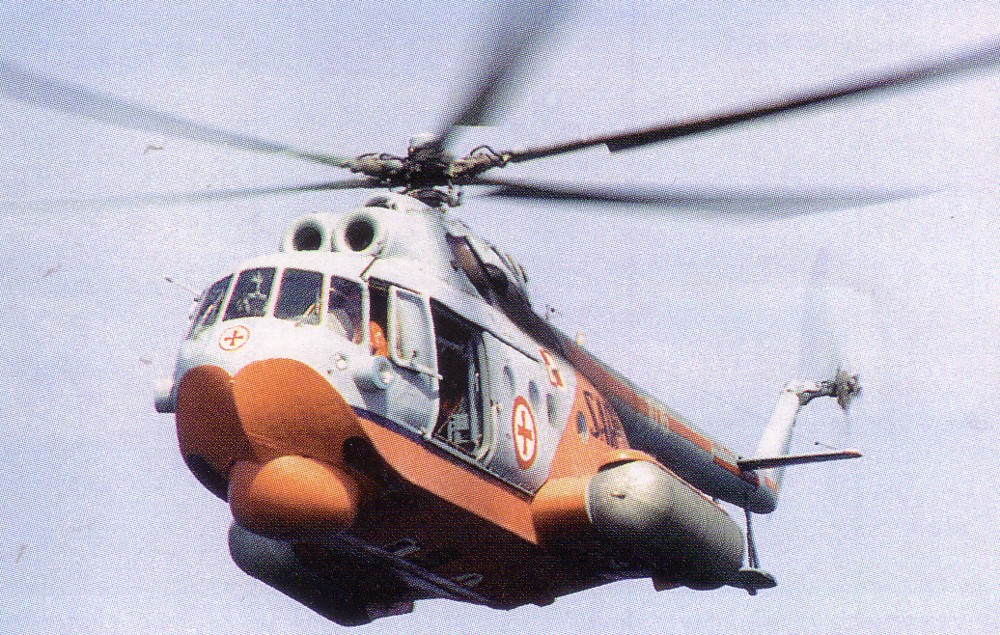
Mi-14PS

16 Pułk Lotnictwa Specjalnego Marynarki Wojennej (16 pls MW) – oddział lotnictwa Marynarki Wojennej.

## Formowanie i zmiany organizacyjne
W 1983 roku, na bazie  28 eskadry ratowniczej sformowano 16 Pułk Lotnictwa Specjalnego Marynarki Wojennej.
Pułk posiadał eskadrę zwalczania okrętów podwodnych (ZOP) składającą się z 3 kluczy śmigłowców Mi-MPŁ oraz eskadrę ratowniczą w składzie: klucza śmigłowców Mi-14PS, klucza śmigłowców Mi-2 i klucza samolotów An-2.
Z dniem 1 lipca 1988 16 Pułk Lotnictwa Specjalnego Marynarki Wojennej został rozwiązany.

## Dowódcy pułku
- kmdr pil. Zbigniew Smolarek (1983-1986)
- kmdr ppor. pil. Wacław Tylenda (1986-1987)